# マクドネル・ダグラス MD-90
マクドネル・ダグラスMD-90
デルタ航空のMD-90
- 用途：旅客機
- 分類：ナローボディ機
- 製造者：マクドネル・ダグラス
- 初飛行：1993年2月22日[1]
- 生産数：116機[1]
- 退役：2020年6月2日
- 運用状況：退役

マクドネル・ダグラス MD-90 (McDonnell Douglas MD-90) は、アメリカ合衆国のマクドネル・ダグラスが開発・製造した、小型双発ジェット旅客機である。
ダグラスDC-9の発展型であるマクドネル・ダグラスMD-80をベースにさらに近代化したナローボディ機で、新型エンジンの採用により低騒音・低排気ガスを実現した。低翼配置の後退翼にリア・マウントのエンジン、T字尾翼という特徴がDC-9から引き継がれている。MD-90の巡航速度はマッハ0.76、全長は46.50メートル、全幅は32.87メートル、最大離陸重量はオプション採用時の最大値が76.2トン、標準座席数は2クラスで153席、1クラスで172席、降着装置は前輪式配置である。
MD-90は1989年11月に正式開発が決定され、1993年2月に初飛行、1995年4月にデルタ航空により初就航した。MD-90の総生産数は116機で、2000年10月に納入された機体を最後に生産終了となった。
日本では日本エアシステムが1996年からMD-90を導入し、映画監督の黒澤明がデザインした7種類の虹の機体塗装が話題となった。日本エアシステムでは最終的に16機を導入し、後の日本航空との経営統合後も引き継がれたが、2013年3月末までに全機引退した。MD-90は、日本の航空会社が運航した最後のダグラス製旅客機であった。
2020年6月2日、最後まで運用していたデルタ航空が新型コロナウイルス感染症（COVID-19）流行の影響でMD-90の退役を早めた事により、ヒューストン発アトランタ着DL90便をもって定期便としての運行を終了した。
本項では以下、ダグラス、マクドネル・ダグラス、ボーイングおよびエアバス製旅客機については社名を省略して英数字のみで表記する。たとえばダグラスDC-9は「DC-9」、ボーイング737は「737」、エアバスA320は「A320」とする。

## 沿革

### 開発の背景

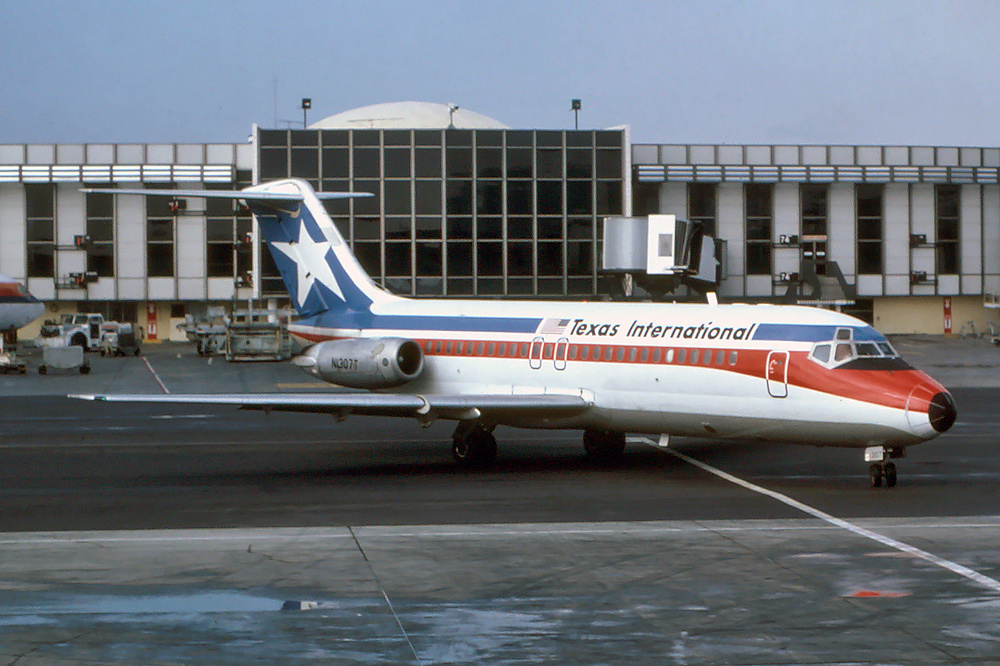
ダグラスが開発した小型ジェット旅客機DC-9。

米国のダグラスは、同社で最初のジェット旅客機となるDC-8を開発した後、プロペラ機が担っていた小型旅客機市場に向けて、短距離用の小型ジェット旅客機のDC-9を開発した。DC-9シリーズで最初のモデルとなったのはDC-9-10で、1965年12月8日に初就航した。DC-9はエンジンを胴体尾部に左右1発ずつ配置したリア・マウント方式を採用し、T字型の尾翼を持ち、客席の通路が1本のナローボディ機であった。ダグラスはDC-9-10をベースに胴体延長型や最大離陸重量増加型といった派生型を開発してDC-9シリーズのラインナップを拡充した。1967年4月、ダグラスは同じ米国の航空機メーカーのマクドネルと合併してマクドネル・ダグラスとなった。
|                                        | 全長    | 主な特徴                                                                                          |
| -------------------------------------- | ------- | ------------------------------------------------------------------------------------------------- |
| MD-81                                  | 41.54 m | DC-9スーパー81として開発された基本型。名称がMD-81へ変更された。                                   |
| MD-82                                  | 41.54 m | MD-81の最大離陸重量増加型。燃料タンク容量は変わらないが、乗客・貨物満載時に搭載可能な燃料が増加。 |
| MD-83                                  | 41.54 m | 床下貨物室に追加燃料タンクを増設し、最大離陸重量を増加させた航続距離延長型。                      |
| MD-87                                  | 37.21 m | MD-80シリーズの胴体短縮型。                                                                       |
| MD-88                                  | 41.54 m | MD-82のコックピットにCRTディスプレイを導入したハイテク型。                                        |
| 出典：日本エアシステム 1996, pp. 17–18 |         |                                                                                                   |

1970年代の中頃になると、150席級の旅客機の需要が高まると考えられるようになり、マクドネル・ダグラスはDC-9のさらなる胴体延長型を開発して対応しようとした。また、胴体延長と合わせて主翼の設計変更やエンジン更新も行うことになり、1977年10月14日に正式開発が決定し、DC-9スーパー80と呼ばれた。DC-9スーパー80の最初のモデルは1980年8月25日に型式証明を取得し、その年の10月に路線就航を開始した。1983年7月、マクドネル・ダグラスは製品名の変更を発表し、DC-9スーパー80はMD-80シリーズと呼ばれることとなった。MD-80シリーズでも胴体長や航続距離性能が異なるシリーズ機が開発された（表1）が、いずれもDC-9と同じ胴体断面を用い、リア・マウント方式のエンジン配置とT字尾翼という特徴もDC-9から引き継がれた。
1984年3月になると、欧州のエアバスが完全に新設計となるA320の開発を決定し、150席級のジェット旅客機市場へ参入を決めた。また、1981年3月にはボーイングも737の発展型（737-300）の開発を決定しており、さらに後継機となる新型小型機の研究を進めていた。DC-9/MD-80シリーズは一定の市場シェアを獲得していたが、マクドネル・ダグラスはこれら競合他社の動きへの対応が必要となった。また、1973年の第1次オイルショックにより石油価格の高騰が予想され、旅客機も燃費向上が最重要課題となっていた。マクドネル・ダグラスは、MD-80のエンジンを超高バイパス比で大幅な燃料節約効果が期待されていたプロップファンに換装する機体案の検討を進め、この計画はMD-90と呼ばれた。1987年から1989年にかけて、エンジンメーカーの実証プロップファンエンジンをMD-80の試験機に搭載し、飛行試験や展示飛行が行われた。プロップファンは実用化に向けて着々と開発が進められたが、航空会社からの反応は否定的であった。石油危機が過ぎ去り燃料価格が安定したことに加え、信頼性や騒音が心配されたことなどから、結局プロップファンを装備する計画は中止された。

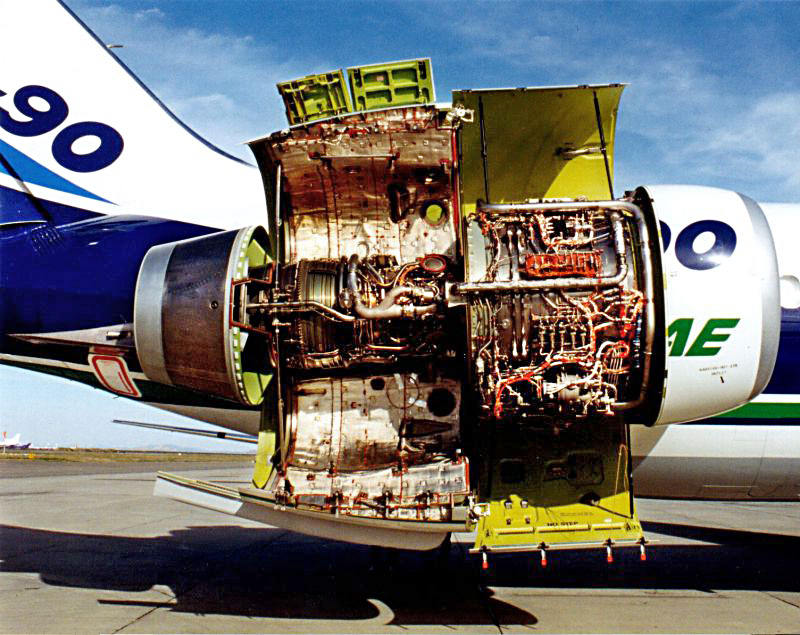
MD-90で採用されたV2500エンジン。

一方、A320は先進的な操縦システムを実用化し、1987年2月に初飛行に成功、1988年には型式証明を取得し航空会社への引き渡しが開始されていた。MD-80のJT8Dエンジンは基本設計が1950年代のものであり、マクドネル・ダグラスは、改めてMD-80のエンジン換装の検討を行った。候補となったエンジンは2種類あり、CFMインターナショナルのCFM56と、英米日独伊5か国のエンジンメーカーの国際合弁会社であるインターナショナル・エアロ・エンジンズ（以下、IAE）社のV2500であった。CFM56は既に十分な実績があったが、マクドネル・ダグラスは、新規開発で将来性があり出力増強型の開発が進行していたV2500エンジンを採用した。
V2500を装備した機体計画はMD-90Vと名付けられ、1989年6月のパリ航空ショーで発表された。その後モデル名や細かい機体案が修正され、座席数153席で、航続距離が4,200キロメートルのMD-90-30と、燃料搭載量を増やして航続距離を5,600キロメートルに延ばすMD-90-50を開発する計画となった。
1989年11月14日、マクドネル・ダグラスはMD-90の正式開発を決定したが、この時点では確定受注は得ていなかった。DC-9やMD-80の実績から、開発を進めれば受注が付くとの判断による決定であった。実際に翌年までにデルタ航空、日本エアシステム、アラスカ航空から受注を獲得し、この3社がローンチカスタマーとなった。

### 設計の過程

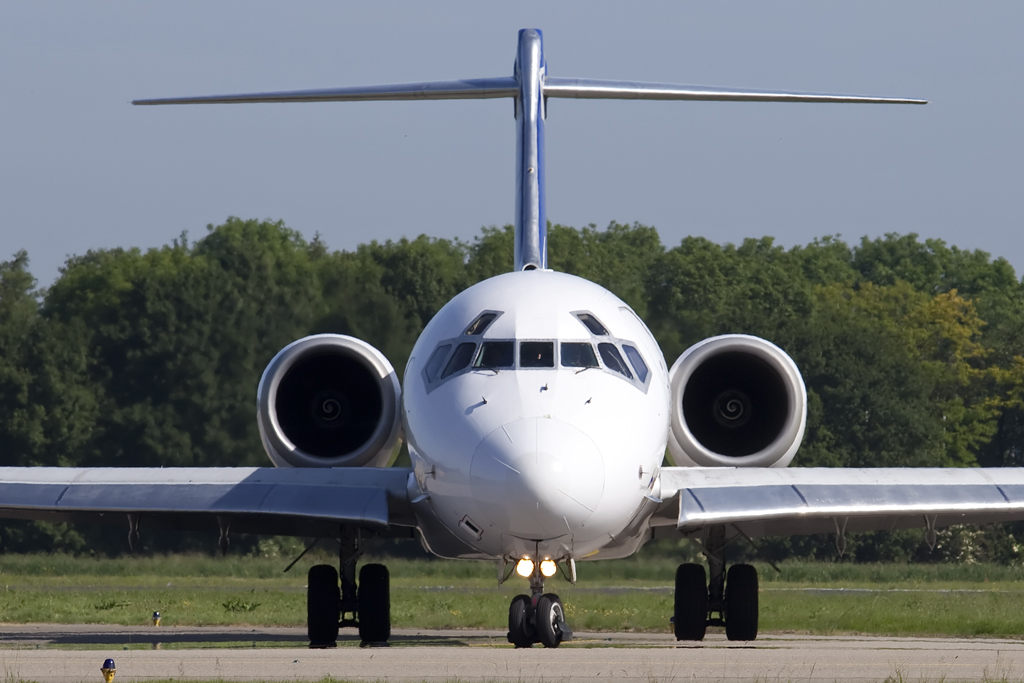
MD-90を正面から見る。MD-90の胴体断面はDC-9のものが引き継がれた。

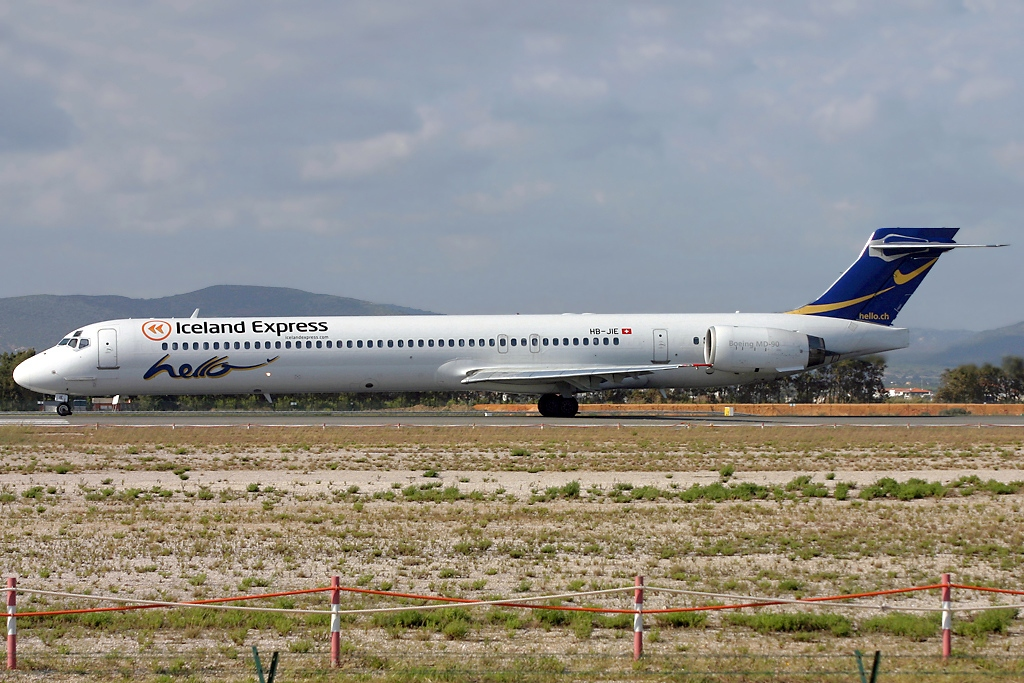
アイスランド・エクスプレスのMD-90の左側面。

MD-90-30の最大離陸重量は70,760キログラム（156,000ポンド）を予定したため、同72,575キログラム（160,000ポンド）のMD-83がMD-90のベース機となった。マクドネル・ダグラスが航空会社に提示したMD-90の基本仕様は、以下のようなものであった。
- エンジンはV2500-D5を採用
- 胴体はDC-9/MD-80と同じ断面を用い、MD-83比で前方胴体を1.45メートル延長
- MD-81と同様の操縦特性を持たせるため、エンジンの出力強化に伴い昇降舵を手動式から油圧式に変更
- MD-88のコックピットを採用し、MD-88と同一の操縦資格を実現
- 飛行管理装置、慣性航法装置、エンジン制御の自動化（FADEC）の導入による自動化の促進
- キャビン内装や機器を近代化

これらに対し、欧州の航空会社を中心とした多くの航空会社から、以下のような要求が寄せられた。
- 6面のディスプレイを横一列に配置した最新式コックピット
- 航続距離の増加
- 最大離陸重量（搭載量）の増加
- 貨物の搭載作業を容易にするため、床下貨物室に動く床（ムービング・カーペット）を設置

マクドネル・ダグラスは、これらの要求に応えてMD-90欧州域内仕様を設定したが、当面はMD-88仕様のコックピットで開発作業を一本化し、発展型はその後に検討することとなった。コックピットはスイッチやコンポーネント類は新しいものが取り入れられているが、乗員からの見た目などはMD-80やDC-9から変わらないように、取り付け位置や機能などが設計された。パイロットの視界を広げるため、操縦室の風防の一部が設計変更され、窓面が大型化された。
MD-90の胴体は、MD-83との比較で主翼前方のみ1.45メートル（57インチ）延長された。この胴体延長の主な目的は、エンジン換装による尾部の重量増加に対して主翼前後の重量バランスをとることであったが、10席弱の座席数増加にもつながった。胴体延長に伴い、緊急時の脱出に関する米国連邦航空局（Federal Aviation Administration、以下FAA）の規制要求へ対応するため、主翼上に片側2か所ずつある非常口のうち前方のものが1フレーム（窓1つ）分前方に移された。
主翼はMD-83のものが流用され、内部の構造や前縁、後縁、動翼などをMD-83のままとし、上面と下面の外板が強化された。垂直尾翼はMD-87のものを先端を延長して流用し、胴体の結合部などが強化された。水平尾翼は基本的にMD-83と同じだが前縁はMD-87のものが用いられた。
|                                    | 飛行時間 | 着陸回数 |
| ---------------------------------- | -------- | -------- |
| MD-90                              | 90,000   | 60,000   |
| MD-83                              | 50,000   | 50,000   |
| DC-9                               | 30,000   | 40,000   |
| 出典：日本エアシステム 1996, p. 21 |          |          |

機体構造の疲労寿命のなかには「デザイン・サービス・ライフ」というものがあり、設計上の目標に用いられる。これは、特に問題となるような構造上の欠陥を生ずることなく運航できる寿命であり、飛行時間と着陸回数で表される。MD-90のデザイン・サービス・ライフは、表2に示すように、原型とされたMD-83よりも飛躍的に高い値が設定された。デザイン・サービス・ライフは目標値であり、これを超えると構造上の故障が多発するというわけではなく、実際にはこの値を超えた実績を記録している機体が存在している。マクドネル・ダグラスでは、66,500回の飛行を行ったDC-9を1981年に買い戻して疲労強度の実証試験を実施していた。この試験により、強化が必要な部分と余裕がある部分を確認され、設計や寿命の見直しを行われ、その結果がMD-90の機体構造に反映された。
客室の内装は一新され、座席上の手荷物入れ（オーバーヘッド・ストウェッジ）が大きくなり、ストウェッジ下部には通路を移動する人のための手すりが追加された。また、デジタル式の空調システムが導入された。

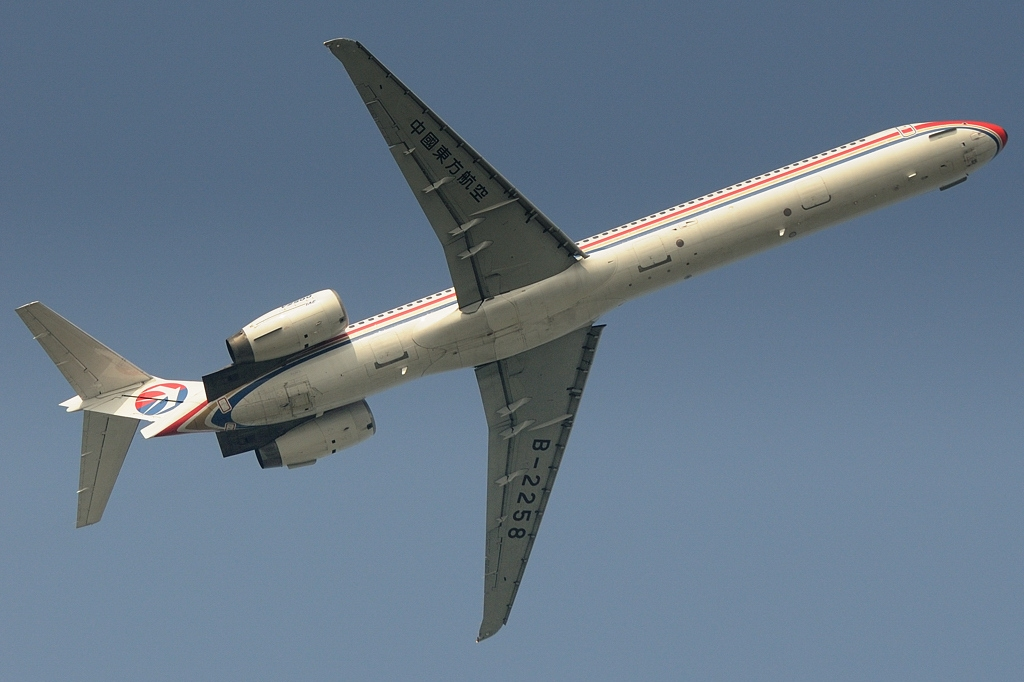
中国東方航空のMD-90を下方から見上げる。操縦翼面が追加されたパイロンは、後縁がエンジンの噴出口より後ろまで延びている。

エンジンは前述のとおりIAE社のV2500ターボファンエンジンが採用され、リア・マウント方式で取り付けられるよう、パイロンは新規設計された。パイロンはその後部に操縦舵面が新設され、エンジンの噴出口の後方まで延びた大型のものとなった
降着装置は、前脚、主脚ともにMD-83のものを強化して流用された。ブレーキは新たにカーボンブレーキとなり、デジタル式のアンチスキッドブレーキシステムが導入された。その他、新しくなった装備品には、補助動力装置や不定速／定周波発電システムなどがある。

### 生産と試験
MD-90の最終組み立ては、カリフォルニア州・ロングビーチにあるマクドネル・ダグラスの工場で行われた。
1993年2月22日、MD-90は初飛行に成功し、ロングビーチ空港を離陸した初号機は5時間の飛行後、モハーヴェ空港に着陸した。初飛行において、基本的な耐空性の確認、各種操縦設定における操縦性の初期評価、そして運航速度と高度に関する飛行可能領域の拡大にむけた作業の3点を主眼とした機上作業が行われたが、初飛行でこのような高度かつ広範な試験を行うのは希なことであった。
2年弱かけて型式証明取得のための試験が実施され、1994年11月4日、FAAによってMD-90の型式証明が交付された。
翌1995年2月24日、最初の顧客であるデルタ航空に対して初引き渡しが行われた。また、1996年9月20日には、欧州の合同航空当局（Joint Aviation Authorities）からもMD-90の型式証明が交付された。

### 就航開始
1995年4月2日、デルタ航空によってMD-90は商業運航を開始し、ダラス・フォートワース国際空港を拠点とした路線に就航した。1996年5月までに、デルタ航空に加えて米国のリノ・エアと日本エアシステムにも機体引き渡しが行われ、計17機のMD-90が就航し、出発信頼度は98.7パーセントであった。就航当初は不定速／定周波発電システムの信頼性など電気系統に関する問題があったが、マクドネル・ダグラスが対策を行い出発信頼度の向上が図られたほか、航空会社によっては発電システムを他機種と同様のものに改修するところもあった。

### 生産体制の改善と発展型の模索
MD-90は、1995年7月の時点で74機のバックオーダーがあったが、受注活動は順調ではなかった。マクドネル・ダグラスは、旅客機市場からの引き合いが続く限りMD-80も生産を継続しようと考え、MD-80とMD-90の製造コストを低減するため、両機の生産ラインが共通化された。胴体の製造方法や工程を改善し、胴体の組み立てはロングビーチからユタ州のソルトレイクシティに設立された工場に移された。また、設計管理や製品の構成管理を電子化し、生産や部品調達の効率化が図られたが、原型機から引き継がれた古い設計図や設備類、従来の生産プロセスなどを電子化するのは容易ではなかった。
MD-90の発展型の開発も計画されていた。MD-90-30の最大離陸重量を増加して航続距離を伸ばしたのがMD-90-30ERである。MD-90-30ERでは降着装置や主翼が強化され、最大離陸重量が標準型より10,000ポンド引き上げられて75,298キログラム（166,000ポンド）となり、航続距離が441海里（817キロメートル）程度延長された。ただしその後、重量増加型は基本型のオプションとなり、MD-90-30ERの名前は使われなくなった。
中華人民共和国の国内線向けにMD-90-30の派生型も計画された。もともと、中華人民共和国の国内線用機材としてMD-82が選定され、中華人民共和国でのノックダウン生産が行われていた。1994年11月4日に締結された契約では、中華人民共和国は米国製のMD-80とMD-90-30を計20機購入し、国内で専用型を20機生産することとなった。この計画は「トランクライナー計画」と呼ばれ、中華人民共和国国内で生産する機体はMD-90-30T（Tはトランクライナーの頭文字）と呼ばれた。MD-90トランクライナーでは、中華人民共和国国内の滑走路や誘導路の強度が低い空港へも就航できるように、主脚を4輪式に改修して地面にかかる荷重を分散させることとなった。新しい主脚の設計は、マクドネル・ダグラスと中華人民共和国の上海航空機製造の共同で行われ、組み立ても上海航空機製造で行われた。しかし、この計画は後に大幅に見直され、導入機はMD-90-30に一本化されてMD-90-30Tは生産されないこととなり、中華人民共和国での生産も2機に終わった。この時の生産治具は、後に中国商用飛機が開発したARJ21の胴体生産に流用されている。
MD-90-30と同じ座席数で、航続力を強化するタイプとしてMD-90-50の計画もあった。MD-90-50ではエンジン出力を強化するとともに、最大離陸重量の引き上げて燃料搭載量を増やし、オプションで追加燃料タンクも設定し、乗客と貨物の満載時で航続距離を5,593キロメートル（3,020海里）とする構想だった。また、MD-90-50の前部胴体に非常口を左右1か所ずつ増設し、最大座席数203席を可能とする機体案がMD-90-55であった。胴体長はMD-90-30と変わらないが、機内設備を簡略化することで収容力を増加させる構想であった。しかし、MD-90-50とMD-90-55は、開発・生産には至らなかった。
MD-90の短胴型としてMD-90-10という機体案もあったが、この案は練り直され、1995年10月にMD-95として正式開発が決定された（詳細はボーイング717を参照）。

### 生産終了まで

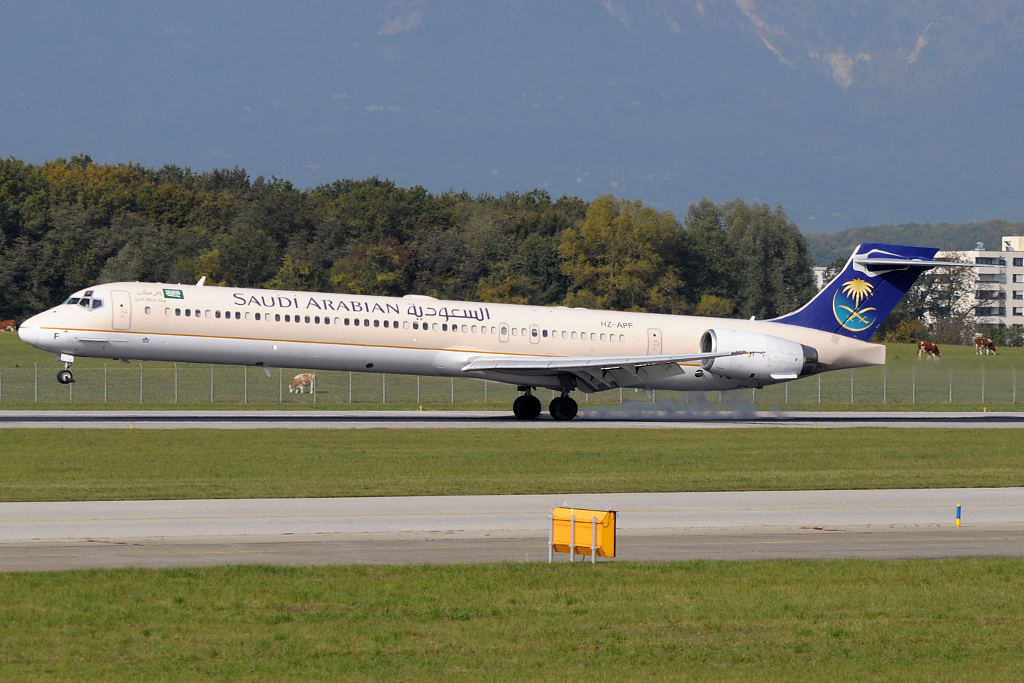
サウジアラビア航空のMD-90。

MD-90の販売は順調ではなかった。エアバスはA320のファミリー化を進め、1994年2月には長胴型のA321、1996年4月には短胴型のA319の納入が始まっていた。また、ボーイングは737をさらに発展させることとし、1993年11月に次世代型737シリーズ（737NG）の開発を正式決定していた。マクドネル・ダグラスのシェアは、主にエアバスに奪われる状態になっており、1996年8月の時点の受注残数は、A320ファミリーが270機、ボーイングの737（737NGを含む）が390機であったのに対し、マクドネル・ダグラスはMD-80とMD-90を合わせても120機という状態だった。
また、DC-10の次世代型として開発されたMD-11も期待したほどの受注を得られず、マクドネル・ダグラスの経営は次第に苦しくなった。マクドネル・ダグラスは、ボーイングに吸収合併されることとなり、1997年8月4日、合併作業が完了した。MD-90は、ボーイングの既存製品である737NGと客席数や航続距離性能が完全に重複していたため、製造機種を737NGに一本化することとなった。1997年10月、新生ボーイングは、MD-90の新規受注を停止して製造を終了することを発表した。2000年10月23日、MD-90の最終生産機がサウジアラビア航空（現・サウディア）に納入されて生産終了となった。MD-90は正式開発の決定から約10年で生産終了を迎え、総生産数は116機であった。
MD-90は、そのルーツとなったDC-9の時点から保守的な機体であり、ダグラスらしいと評される堅実な設計ではあったが、先進技術を積極的に採用したA320が登場すると、古さが目立つようになった。また、737やA320では胴体延長により200席級の派生型が開発されたが、DC-9由来のMD-90の胴体はA320や737より座席1つ分細いことに加え、エンジンをリア・マウントしたことによる制約もあり、大型化の余地が少なかった。ボーイングとの合併、そして737NGへの製品一本化によりMD-90の生産期間が短くなったのは確実だが、マクドネル・ダグラスの経営は悪化しており、旅客機の販売力も大幅に低下していた。仮にマクドネル・ダグラスが合併せずにMD-90の生産が継続されたとしても、競合機ほどの受注機数は得られなかったであろうという見方もある。

## 機体の特徴

### 形状・構造

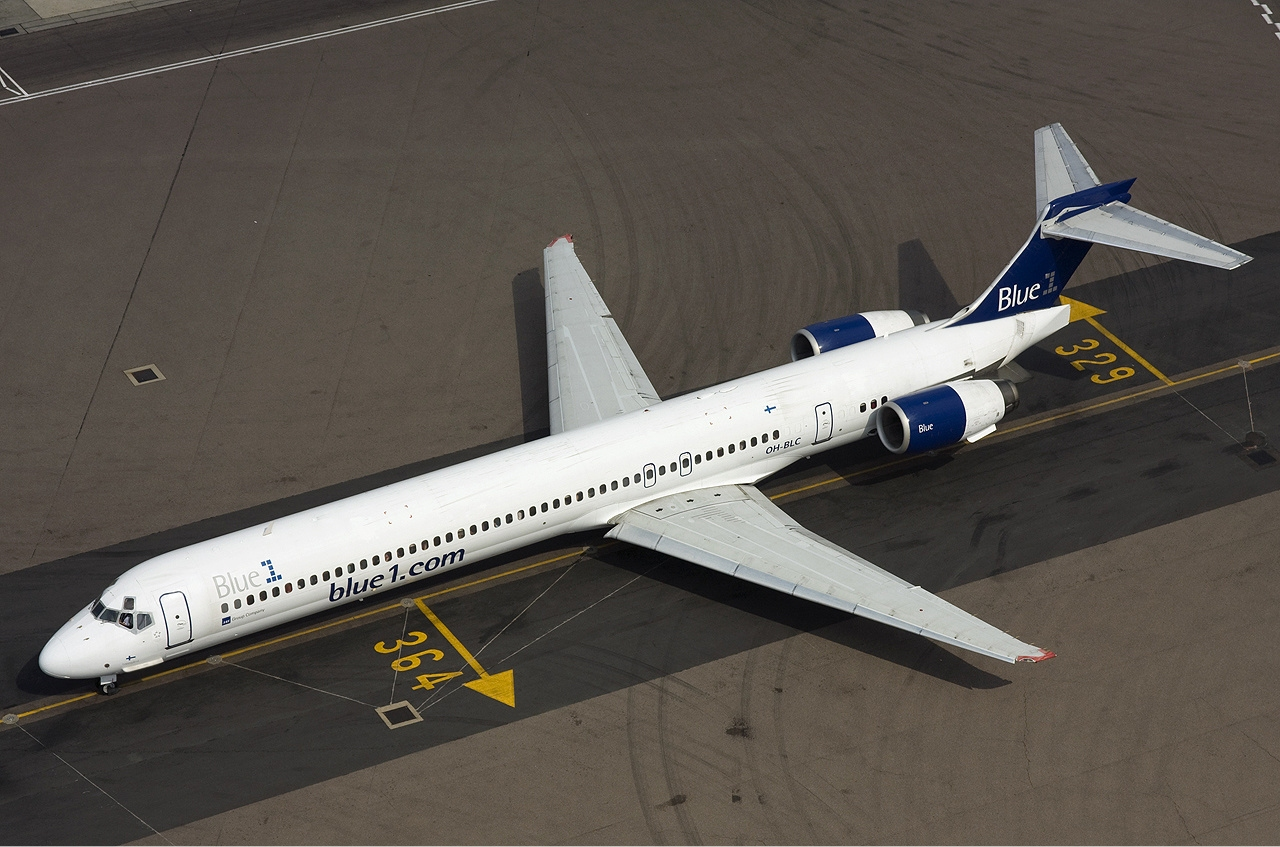
ブルーワンのMD-90を左前上方から見下ろす。

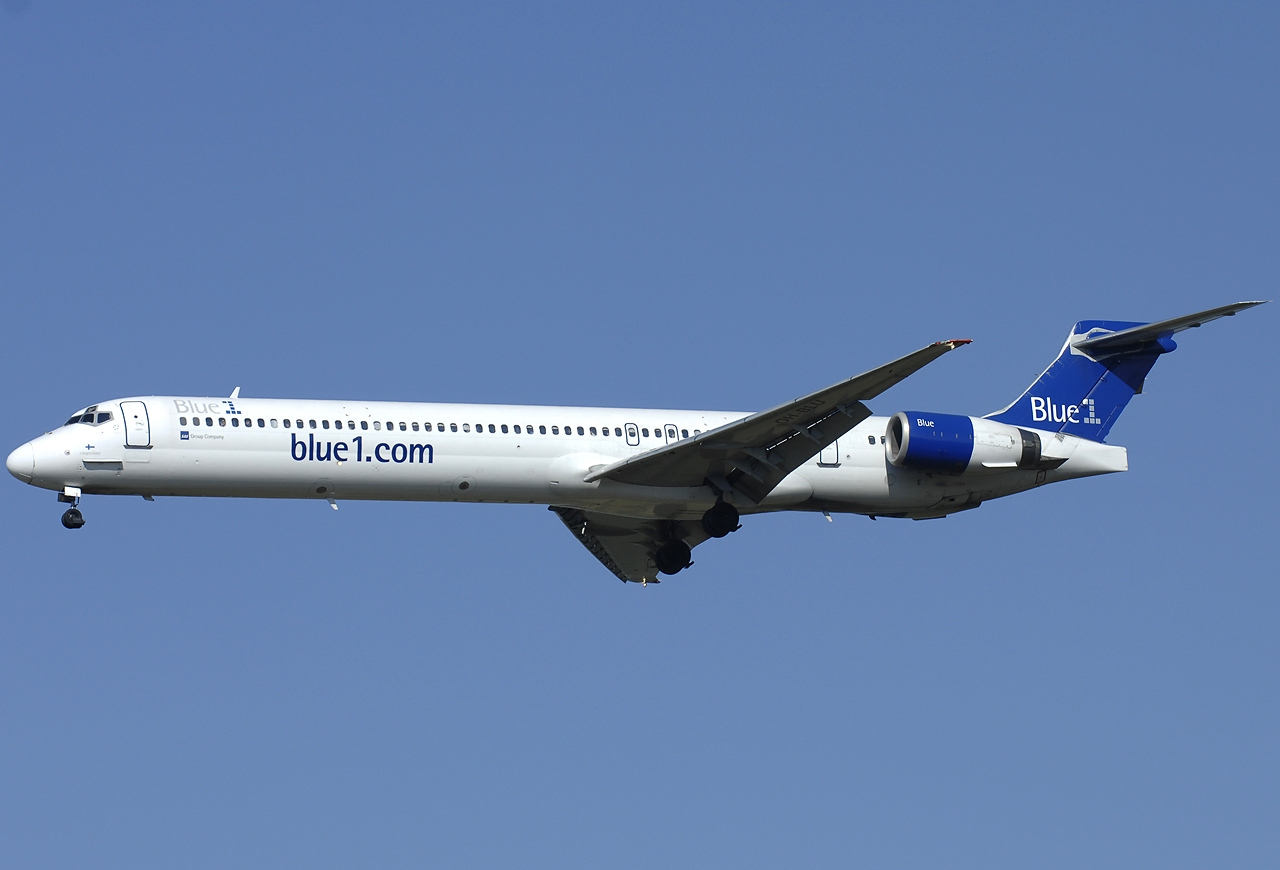
ブルーワンのMD-90を左側面から見る。

MD-90は客室に1本の通路を持つナローボディ機で、片持ち式の低翼の主翼を持つ単葉機である。エンジンは胴体尾部に左右1発ずつ配置したリア・マウント方式であり、垂直尾翼の上端部に水平尾翼を配したT字尾翼機である。
胴体断面はDC-9から引き継がれたもので、2つの円を組み合わせたダルマを逆さにしたような断面を持ち、最大幅が3.34メートル、胴体長は43.03メートルである。
MD-90の主翼はテーパーがついた後退翼で、内部の構造や前縁、後縁、動翼などをMD-83のままとし、上面と下面の外板が強化された。主翼の平面形は、翼幅が32.87メートル、翼面積は112.4平方メートル、25パーセント翼弦の後退角は24.5度である。主翼には動翼として、エルロン、スポイラー、高揚力装置が配置されている。エルロンは後縁の最も外側にあり、トリム・タブとコントロール・タブと呼ばれる小板を有する。エルロンの操縦は油圧を用いない手動式で、コックピットの操縦桿でコントロール・タブを動かし、タブにあたる空気の力でタブの変位と反対方向にエルロンを動かす仕組みである。高揚力装置は前縁にスラット、後縁にフラップを備える。スラットは翼幅全長にわたって配置され6枚構成、フラップは内舷部と外弦部の2枚構成である（いずれも片翼あたりの枚数）。フラップはベーン付きのダブル・スロッテッド・フラップで油圧駆動式である。スポイラーは片翼あたり3枚で、内側の1枚がグラウンド・スポイラー、外側の2枚がフライト・スポイラーである。フライト・スポイラーは、飛行中にスピード・ブレーキとして働くほか、エルロンの補助としても用いられる。着陸時の接地後と離陸中止の停止時には全てのスポイラーが直立し、主翼の揚力を減殺すると同時にスピード・ブレーキとしても働く。
尾翼は、MD-80シリーズのものをベースに改良が加えられた。水平尾翼は翼幅が12.25メートルで、左右の水平安定板に昇降舵と3種類のタブ（コントロール・タブ、ギアード・タブ、アンチフロート・タブ）が1枚ずつ付いている。昇降舵の操作は、MD-80シリーズではコントロール・タブを用いた手動式であったが、MD-90では油圧式となった。昇降舵を作動させるアクチュエータは片側あたり2個、油圧源も2系統である。コントロール・タブは油圧系統の故障に備えたバックアップであり、油圧駆動時には固定される。残り2枚のタブのうち、ギアード・タブは、コントロール・タブによる操舵力を補助するものであり、アンチフロート・タブは昇降舵の角度が大きくなりすぎないように動きを抑制する役割を持つ。昇降舵にはトリム・タブはなく、電気モータにより水平安定板全体の取付角を変化させて縦方向のトリムをとる。垂直尾翼は垂直安定板、方向舵、コントロール・タブの各1枚で構成される。方向舵の操作も油圧式であるが、油圧系統の故障時、またはパイロットが意図的に切り替えた場合、コントロール・タブによる手動式となる。油圧での操縦時には、コントロール・タブは固定され、方向舵の中立位置を調整することでトリム調整が行われる。
エンジンパイロンはMD-90で新規設計されたもので、後縁がエンジンの噴出口よりもかなり後ろまで延ばされ、後端部にパイロン・フラップを備える。T字尾翼機では、舵が効かなくなり失速状態から抜け出せなくなるディープストールと呼ばれる状態に陥る場合がある。パイロン・フラップは操縦桿の操作により作動し、尾部の揚力を高め、ディープストール発生時の機体姿勢の操作をバックアップするためのものである。

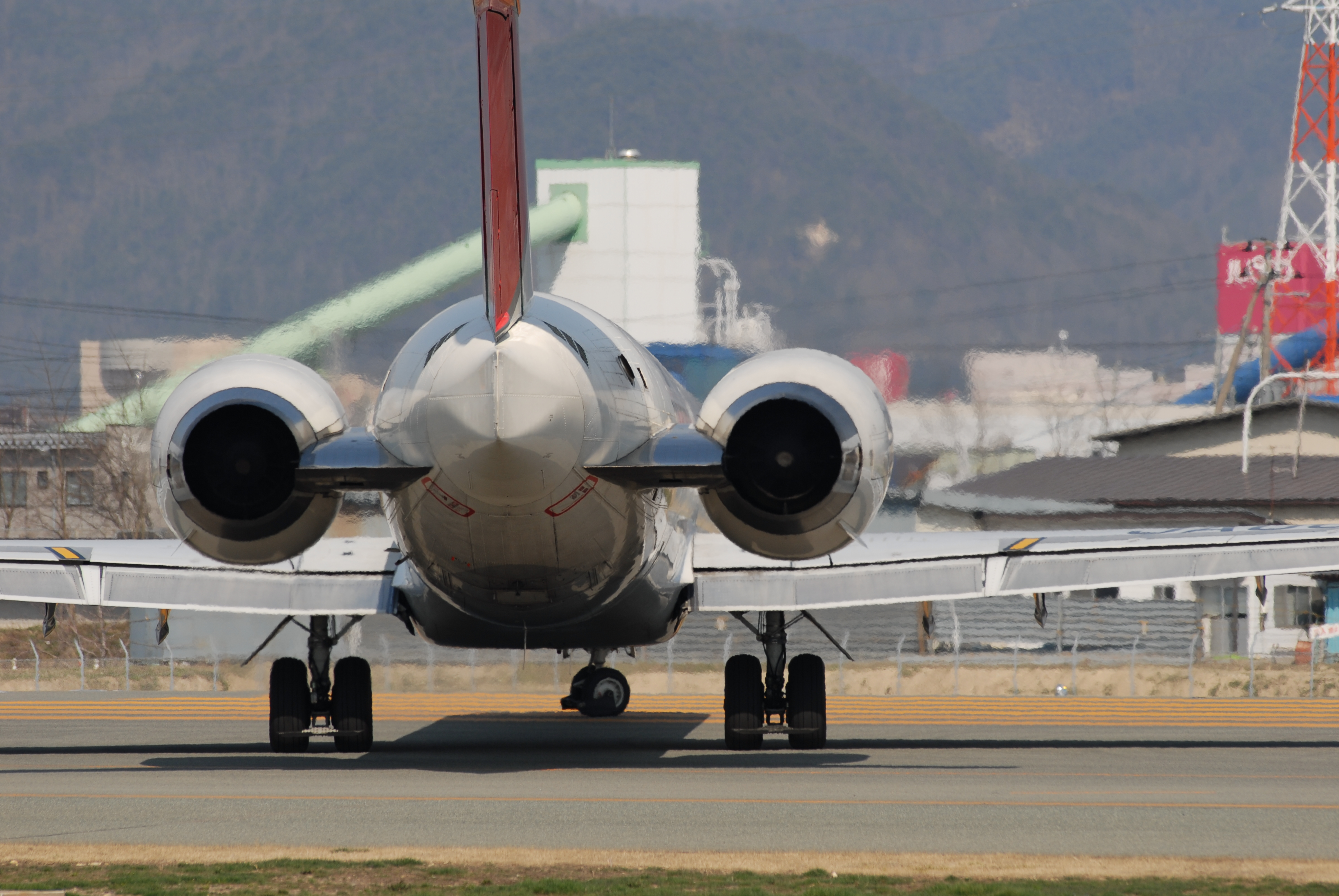
MD-90を後ろから見る。前脚のタイヤ下部を左右から覆うように付いているのが「ウォーターデフレクター」、主脚の下部に逆T字状に付いているのが「デブリスガード」。

降着装置は前輪配置で前脚と主脚ともに2輪式である。主脚の格納室は、主翼の付け根後方にある。ブレーキは、デジタル式のアンチスキッドブレーキシステムを備えたカーボンブレーキである。
尾部のエンジンに向かって雨水や小石などの異物が飛ぶのを防ぐため、車輪下部に小型の覆いや庇状のパーツが取り付けられており、前脚のものは「ウォーターデフレクター」、主脚のものは「デブリスガード」と呼ばれる。
燃料タンクは主翼（左右と中央翼）内のインテグラルタンクのみである。補助動力装置としてガスタービンエンジンを尾部に装備する。
方向舵やエルロンなどの動翼、尾部のテール・コーン、エンジンのカウルの扉などが複合材料製となった。使用された複合材料には、炭素繊維強化プラスチック、アラミド繊維強化プラスチック、ガラス繊維強化プラスチックなどが挙げられる。また、機体の腐食対策として、エポキシを用いた塗料材の採用、表面コーティングなども行われている。

### 飛行システム

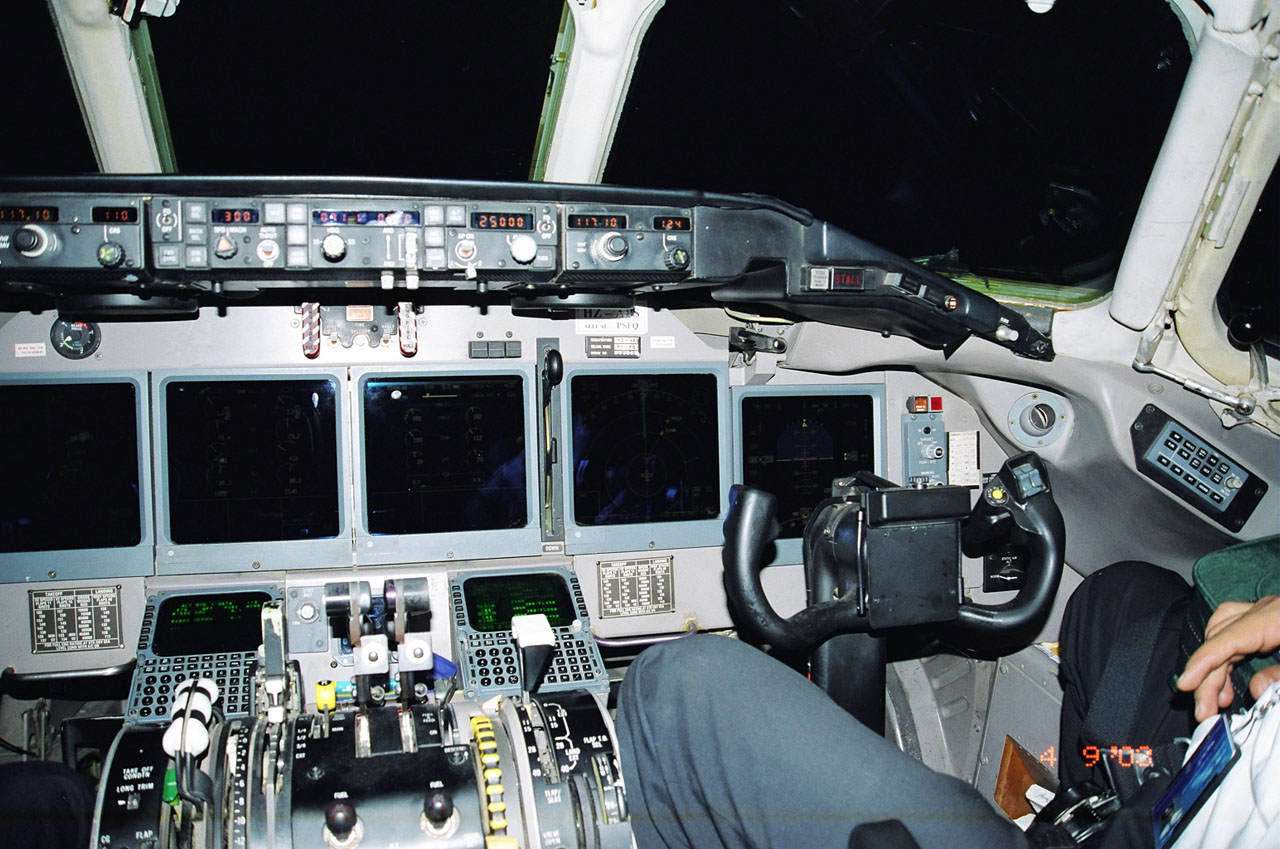
サウジアラビア航空（現・サウディア）のMD-90のコックピット。MD-90のコックピットは当初MD-88のレイアウトが継承されたが、サウジアラビア航空への納入機では写真のように液晶ディスプレイが横一列に配置され、より本格的なグラスコックピット仕様となった。

MD-90の運航に必要な乗務員は機長と副操縦士の2名である。コックピット正面の窓は正面に1枚、左右に各3枚配置されている。左右3枚のうち中央の窓が開閉式で、窓上部の天井に脱出用ロープが収納されている。また、開閉式窓の上部にはDC-9の名残となる天測窓がある。
当初のMD-90のコックピットはMD-88と同様のレイアウトで、CRTや液晶ディスプレイを用いたグラスコックピットであるが、機械式計器類も併用されている。コックピットレイアウトは、正副操縦席の正面と中央に主計器盤、その上にグレアシールドパネルと呼ばれるパネル、両座席間に中央ペデスタル、天井にオーバーヘッドパネルが配置されている。主計器盤の計器配列は、基本的に正副操縦席で同じである。後に、ハネウェル社のペガサス飛行管理コンピュータを導入し、主計器盤に横一列6面の液晶ディスプレイを配した仕様が開発され、サウジアラビア航空（現・サウディア）に納入されている。
航法システムは、飛行管理装置による自動運航方式であり、リングレーザージャイロを用いた慣性航法装置を備える。エンジンの制御は、全デジタル式電子制御 (Full Authority Digital Engine Control :FADEC) により自動化されている。操縦士が選択したモードに応じてコンピュータが出力を制御し、同時にスロットル・レバーも自動的に動くようになっている。

### 客室・貨物室
MD-90の客室は、長さが31.67メートル、通路は1本で、標準的な座席配置は上級クラスが2-2の4アブレストでエコノミークラスが2-3の5アブレストである。オプションで、座席の横幅を詰めて通路幅を広げる仕様も設定され、この場合、客室乗務員が用いる小型カートの脇を通り抜けることも可能である。左右の座席上には手荷物を収容するオーバーヘッド・ストウェッジが配置され、ストウェッジ下部には通路を移動する人のための手すりが設けられた。映像などを提供する機内エンターテインメントシステムとして、ストウェッジ下部に引き込み式の液晶ディスプレイを装備できるオプションも用意され、日本エアシステムで採用された。座席の窓は10×14インチ（25.4×35.6センチメートル）で、マクドネル・ダグラスによると737よりも11パーセント大きい。合わせて、窓の取り付け間隔を狭くなるよう配置され、機内を広く感じさせるとともに、採光面積が拡大されている。トイレはバキューム方式が採用された。

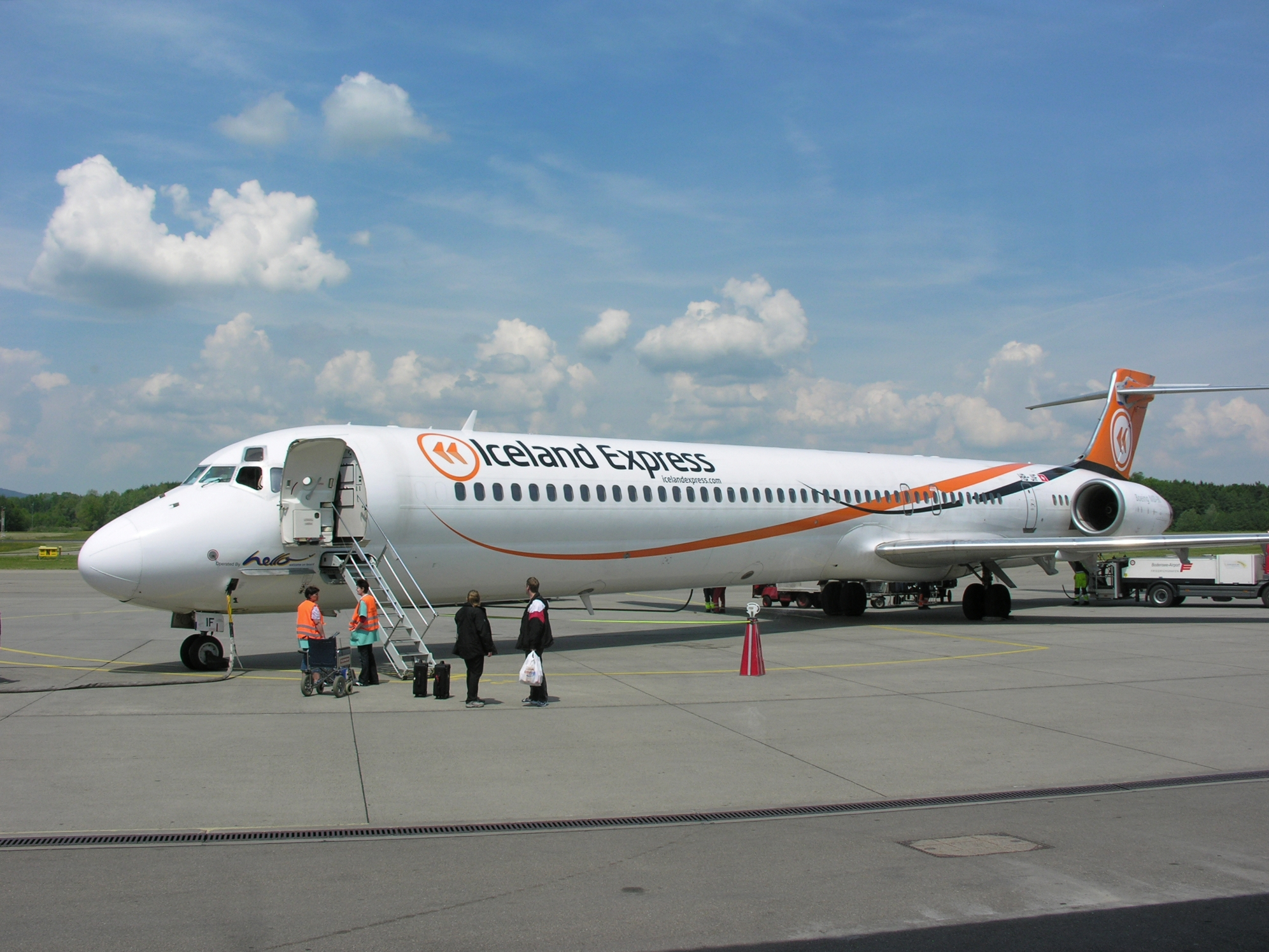
駐機中のアイスランド・エクスプレスのMD-90。前後の乗降口が開いており、内蔵されている階段が展開されている。後部乗降口は垂直尾翼下方にある。

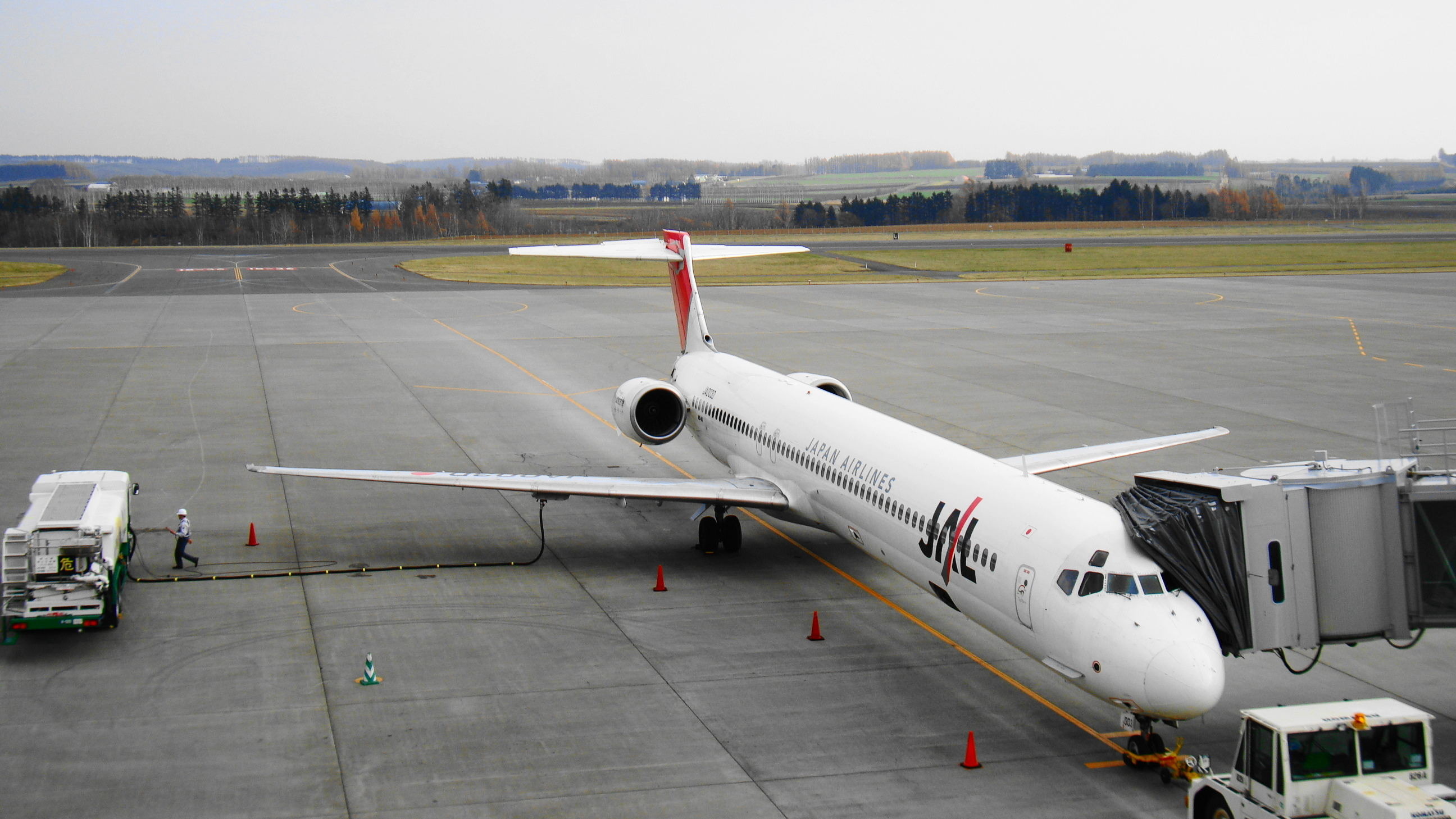
前方乗降口にはボーディング・ブリッジも接続可能。女満別空港にて。

左舷最前方に乗降用ドアがあり、サービスドアは右舷最前方と左舷後方（エンジンと主翼後縁の中間）の2か所であり、前方乗降口の下側には格納式のタラップ（エアステア）を備える。客室最後部には、圧力隔壁を貫通する通路の先に後方乗降口がある。後方乗降口は尾部の中央にあり、ベントラル・ステアとよばれる階段を備え、扉が下方に展開する構造である。前方乗降用ドアと2か所のサービスドアは、非常脱出口にもなり、脱出スライドが装備されている。加えて、主翼上に左右2か所ずつと胴体最後部のテール・コーン部に1か所、非常脱出口がある。後方乗降口は脱出スライドを付けられない構造のため、後部ドア付近の天井から緊急脱出口への別通路が設けられ、緊急時にテール・コーンが外れて脱出スライドが展開される。
床下の貨物室は、主翼の取り付け部と主脚の格納室を除いた部分に割り当てられている。貨物室は3分割されており、主翼前方に2区画、後方に1区画である。貨物用ドアは各貨物室の右舷に配置され、寸法は全て同一で幅53×高さ50インチ（134.6×127センチメートル）である。すべてばら積み方式であり、積み下ろし作業は人手で行う必要があるが、地上から貨物室床までの高さは1.4から1.6メートル程度であり、地上の支援機材などが無い場合でも貨物の積み下ろしが可能である。貨物室は室内高が1メートル弱、長さが10メートルである。

### 低騒音と低排気
MD-90の特徴として低騒音・低排気であることが挙げられ、「地球にやさしい旅客機」とも言われた。
国際民間航空機関（International Civil Aviation Organization、以下ICAO）の騒音規制（ICAO Annex, 16 Volume I）に基づき計測された累積騒音レベルは、MD-90、737、A320の中でMD-90が最も小さかった。同じV2500エンジンを装備するA320よりも低騒音であることについて、マクドネル・ダグラスではエンジン配置に代表されるMD-90の機体構成によるものと説明している。リア・マウント方式では、側方への騒音は胴体と尾部が、離着陸時の下方への騒音は主翼が遮ることで騒音値が低くなるとしている。また、リア・マウント方式では、エンジンのカウリングを前後方向に長くとれるため、MD-90用のV2500エンジンではエンジンノイズを低減するようにナセルが変更されて空気流入口が延長されたほか、テール・コーンもノイズ対策が施された。また、離陸後の高度に応じて緻密にエンジン出力を絞ることで、騒音を低減させるシステムもオプションで用意されていた。このMD-90の騒音の小ささは、「地上にて、すぐ近くを自力でタキシングしていてもちょっと気がつかないくらい」とも評価された。
排気ガスについても、V2500エンジンは窒素酸化物、一酸化炭素、炭化水素それぞれについて、開発当時のICAOの規制基準を大きく下回っている。MD-90で装備されたV2525-D5型の証明取得基準で見ると、窒素酸化物は約50パーセント、一酸化炭素は約80パーセント、炭化水素は95パーセント以上基準値を下回っていた。

## 運用の状況・特徴
MD-90の新造機の導入は北米とアジア・中東地域の航空会社を中心に行われた。新造機の受領数はサウジアラビア航空（現・サウディア）が29機で最も多く、デルタ航空と日本エアシステムが16機ずつ、中国北方航空が11機、ユニー航空（立栄航空）が10機であった（いずれもリース機を除く）。
2010年頃から運用数が減り始めた。一方で、デルタ航空は、経営統合した旧ノースウエスト航空から引き継いだDC-9の後継機材として、世界中の航空会社からMD-90の中古機を買い取った。古い機体は燃料費やメンテナンス・コストが高くなるが、デルタ航空では新造機の導入よりも10億ドル以上の節約になるとしている。2014年には、デルタ航空が65機を運用し、他には中華民国（台湾）のエバー航空とユニー航空（立栄航空）でも5機ずつ運用という状況となった。2016年にはMD-90を運用する航空会社はデルタ航空のみとなり、2017年7月時点では、64機が運用されていた。
デルタ航空は2020年6月2日付けでMD-90とMD-88の全機を退役させる発表をした、新型コロナウイルスによる影響での利用者減少により、経年劣化が激しかった二機を前倒しで退役させることとになった

### 日本での運航
MD-90は、日本では日本エアシステムにより採用された。同社は、1996年4月1日から日本の国内線で運航を開始し、最終的に16機を導入した。日本エアシステムは、MD-90を「思い切ったイメージでアピールしよう」と映画監督の黒澤明に機体塗装のデザインを依頼し、虹をモチーフとした7種類の塗装パターンを設定した。この7種類の塗装は1号機から7号機まで順番に設定され、黒澤の監督作品にちなんで「七人の侍」と呼ばれて航空関係者や航空愛好家をはじめ多くの人たちの話題を集めた 。8号機以降は1号機からの塗装が繰り返され、同一塗装の機体が複数揃ったことから同じく黒澤作品にちなみ「影武者」とも呼ばれた。2004年4月に日本航空と日本エアシステムの経営統合が完了した際には、MD-90も全機に引き継がれ、当時の統一デザインである「太陽のアーク」塗装に塗り替えられた。なお、日本エアシステム時代の実機は現存していないがあいち航空ミュージアムには全7種類のミニチュアがモニュメント展示されていて、当時の姿を全身で見ることができる。
日本航空と日本エアシステムの経営統合後もMD-90は全機引き継がれ、羽田空港や伊丹空港と地方を結ぶローカル路線を中心に運航された。2011年3月11日の東日本大震災の発生直後には、山形空港や花巻空港へも飛行した。前後の乗降扉にタラップ（エアステア）を備え、貨物室までの高さも低いMD-90は、電力不足でボーディング・ブリッジなどの地上設備が使えない空港でも乗客や貨物の積み下ろしができたため、震災直後の輸送に活躍した。
日本航空では2012年から順次MD-90の退役が始まったが、塗装更新のタイミングにあった1機のみ、新しい「鶴丸」塗装が施され、航空愛好家の話題となった。日本航空のMD-90は2013年3月末に運航を終了し、引退した全機がデルタ航空に売却された。これにより、日本の航空会社によるダグラス製旅客機の運航にも終止符が打たれた。

日本で運航されたMD-90の塗装パターン
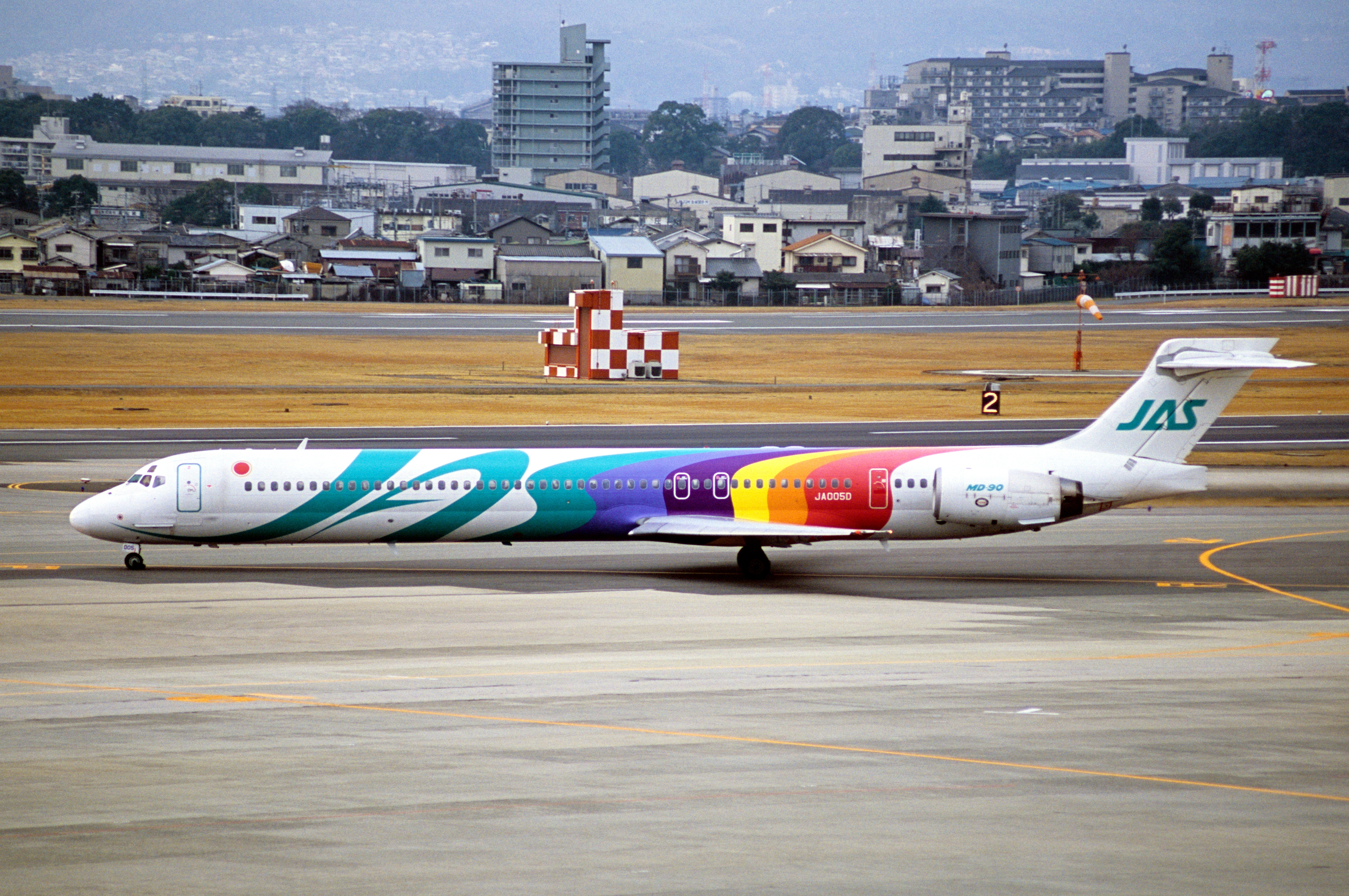
レインボーカラー1号機の塗装パターン。
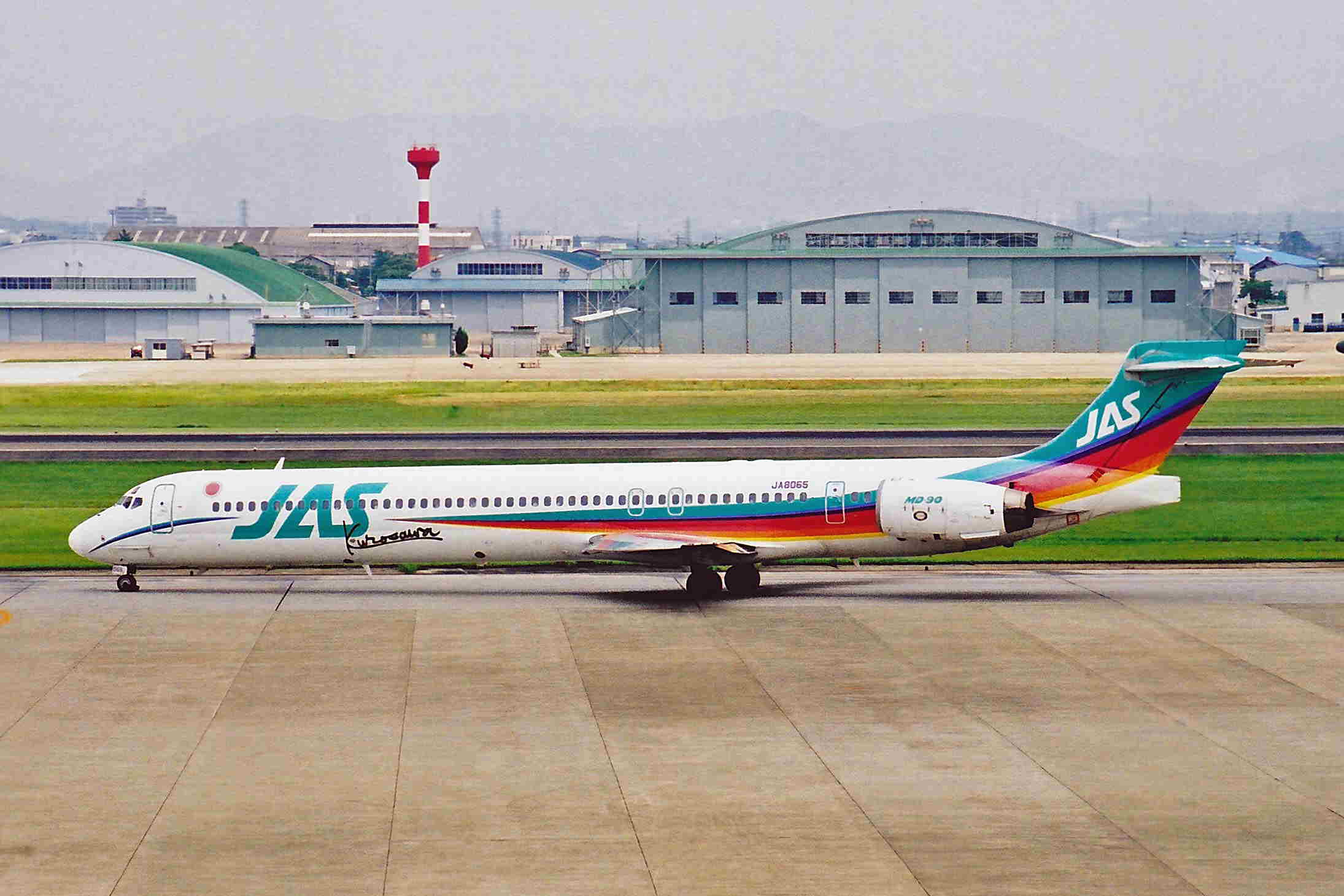
レインボーカラー2号機の塗装パターン。黒澤監督が最初にデザインしたとされ、同氏のサインが入っている[107]。
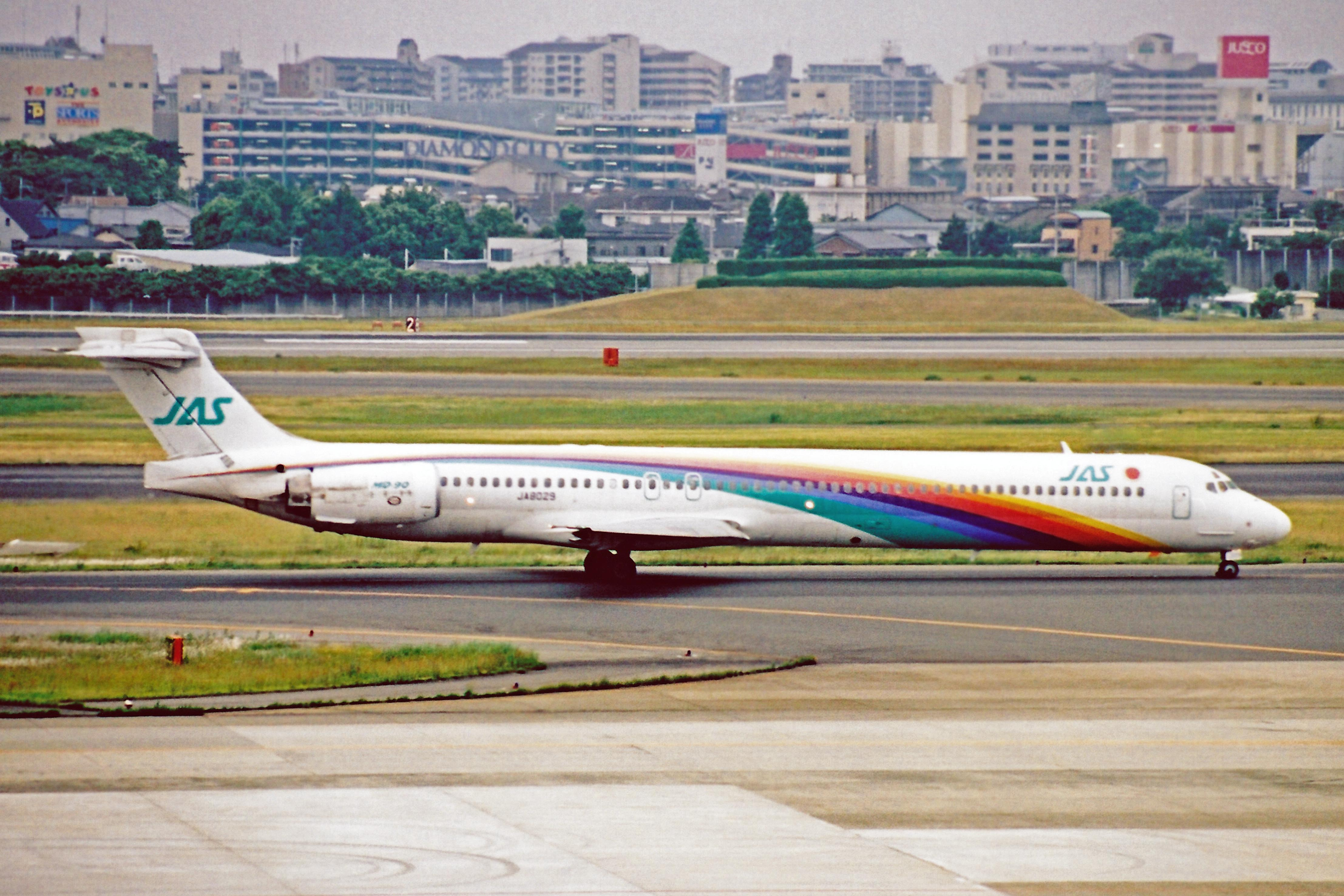
レインボーカラー3号機の塗装パターン。
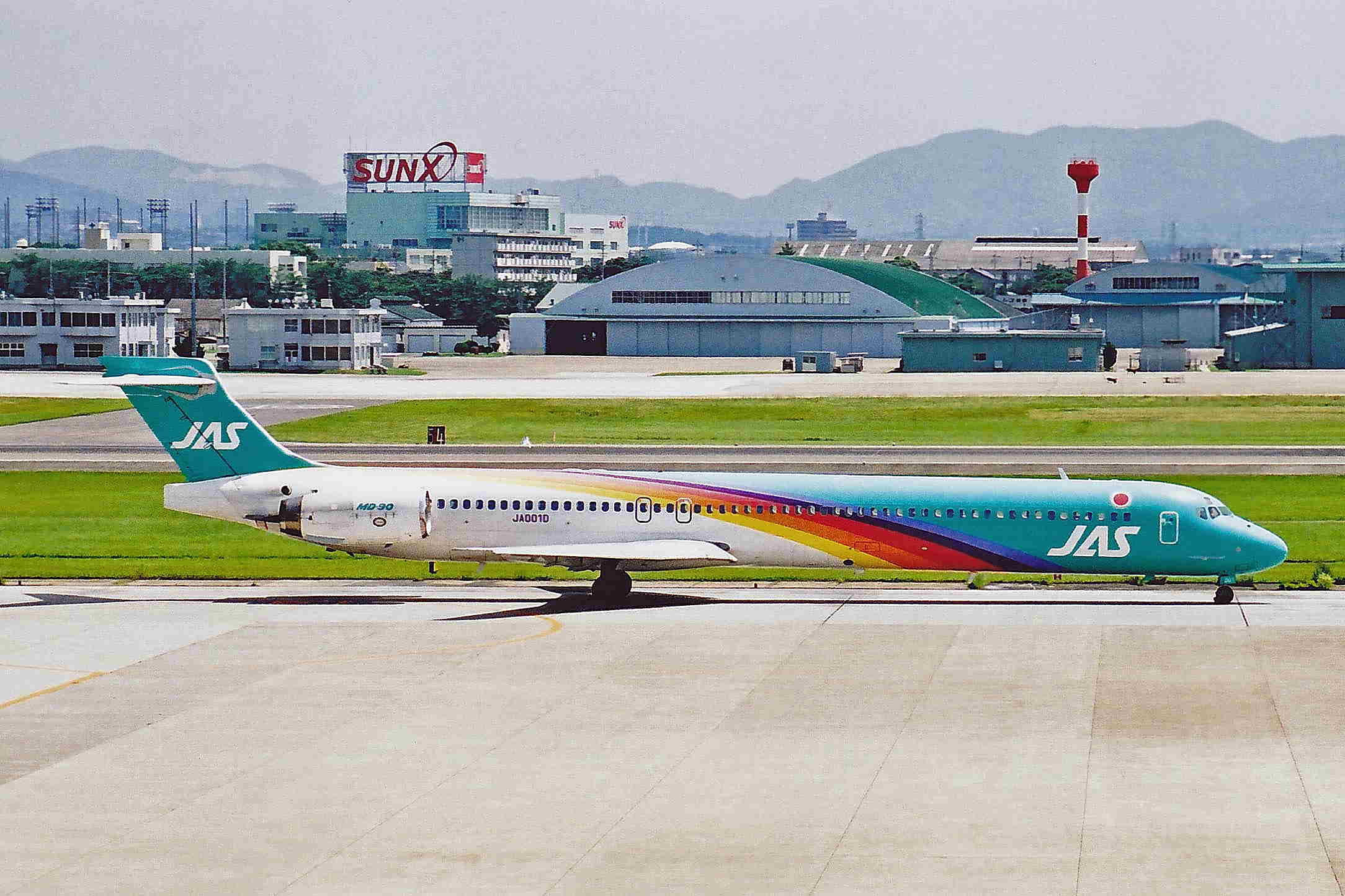
レインボーカラー4号機の塗装パターン。
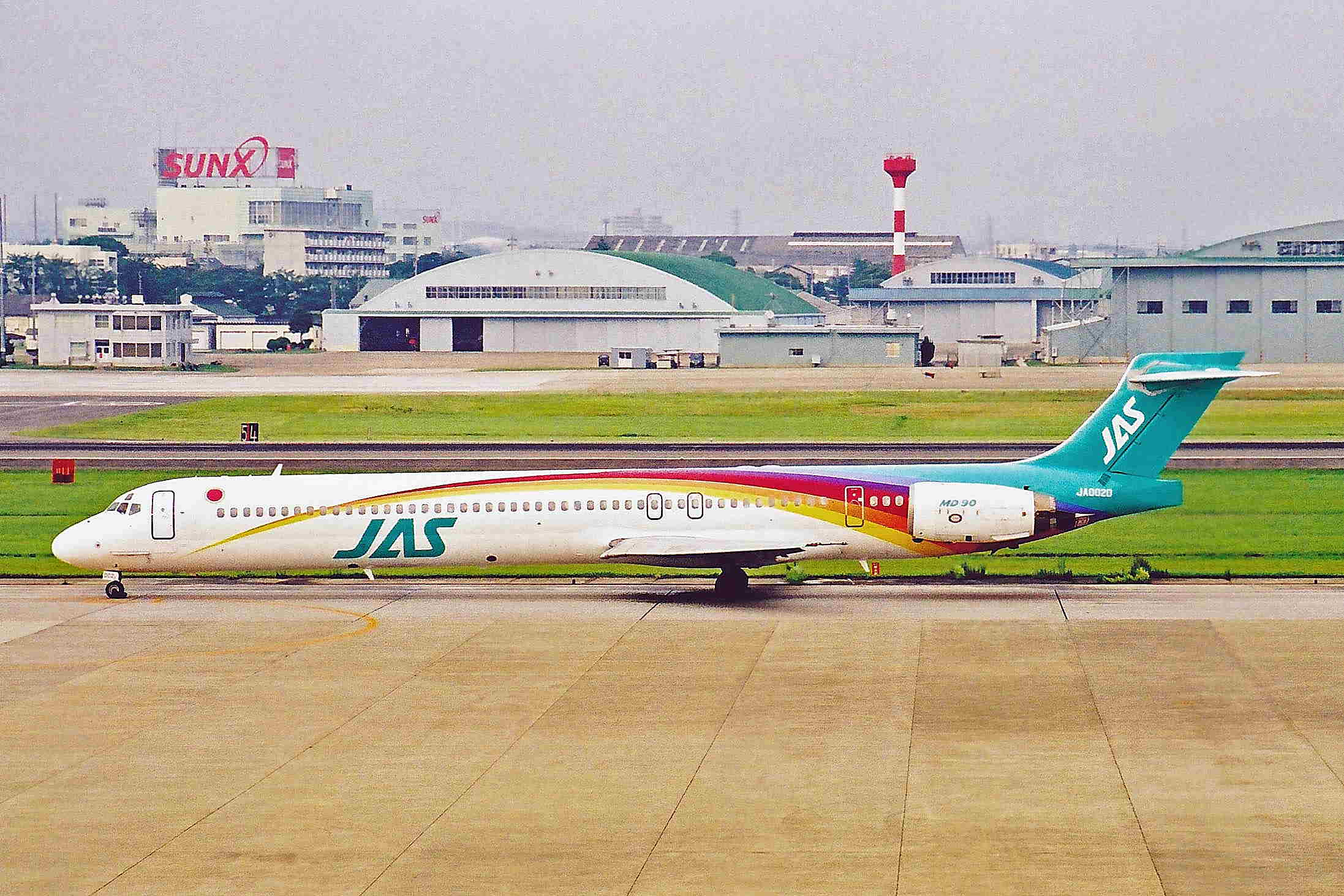
レインボーカラー5号機の塗装パターン。
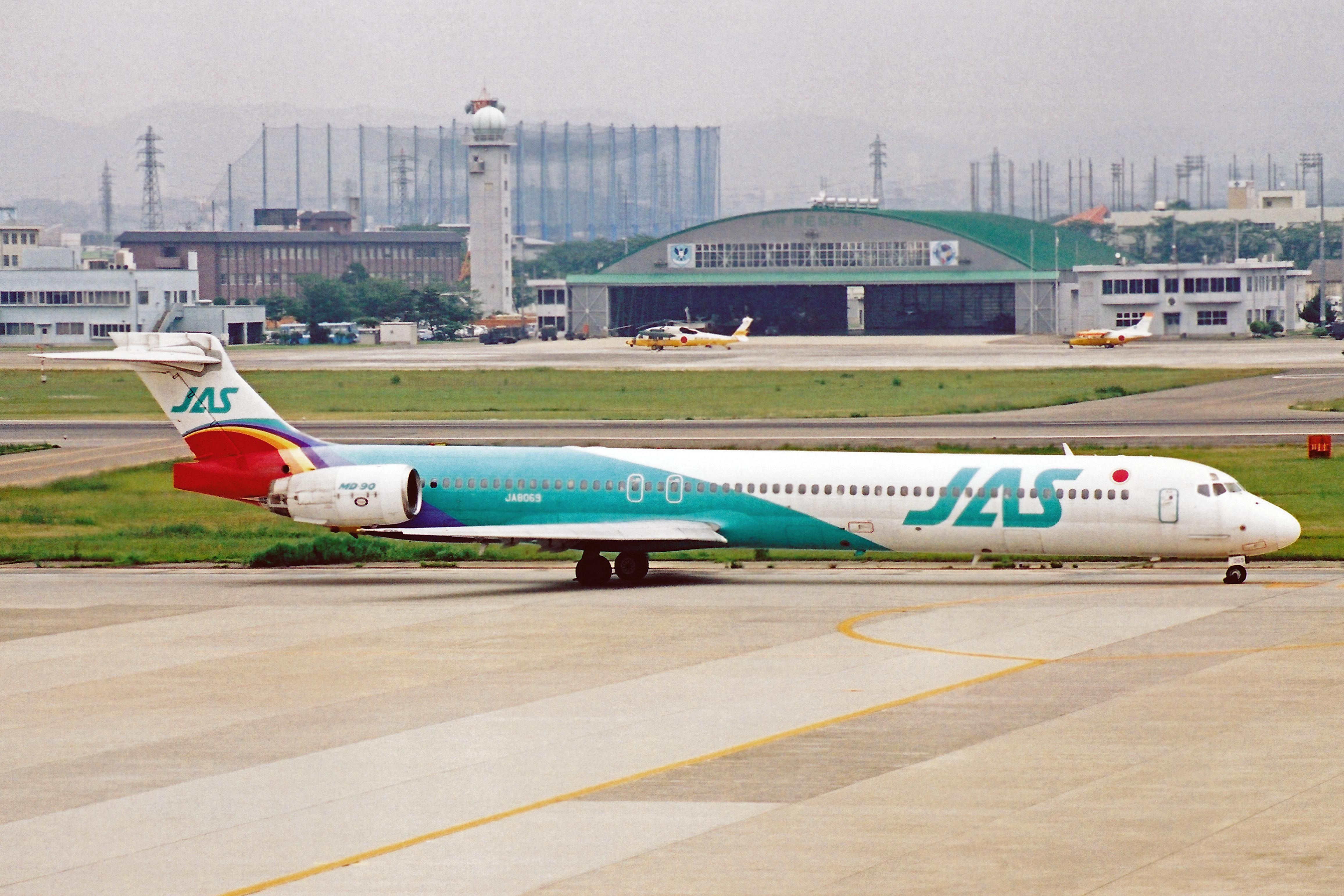
レインボーカラー6号機の塗装パターン。
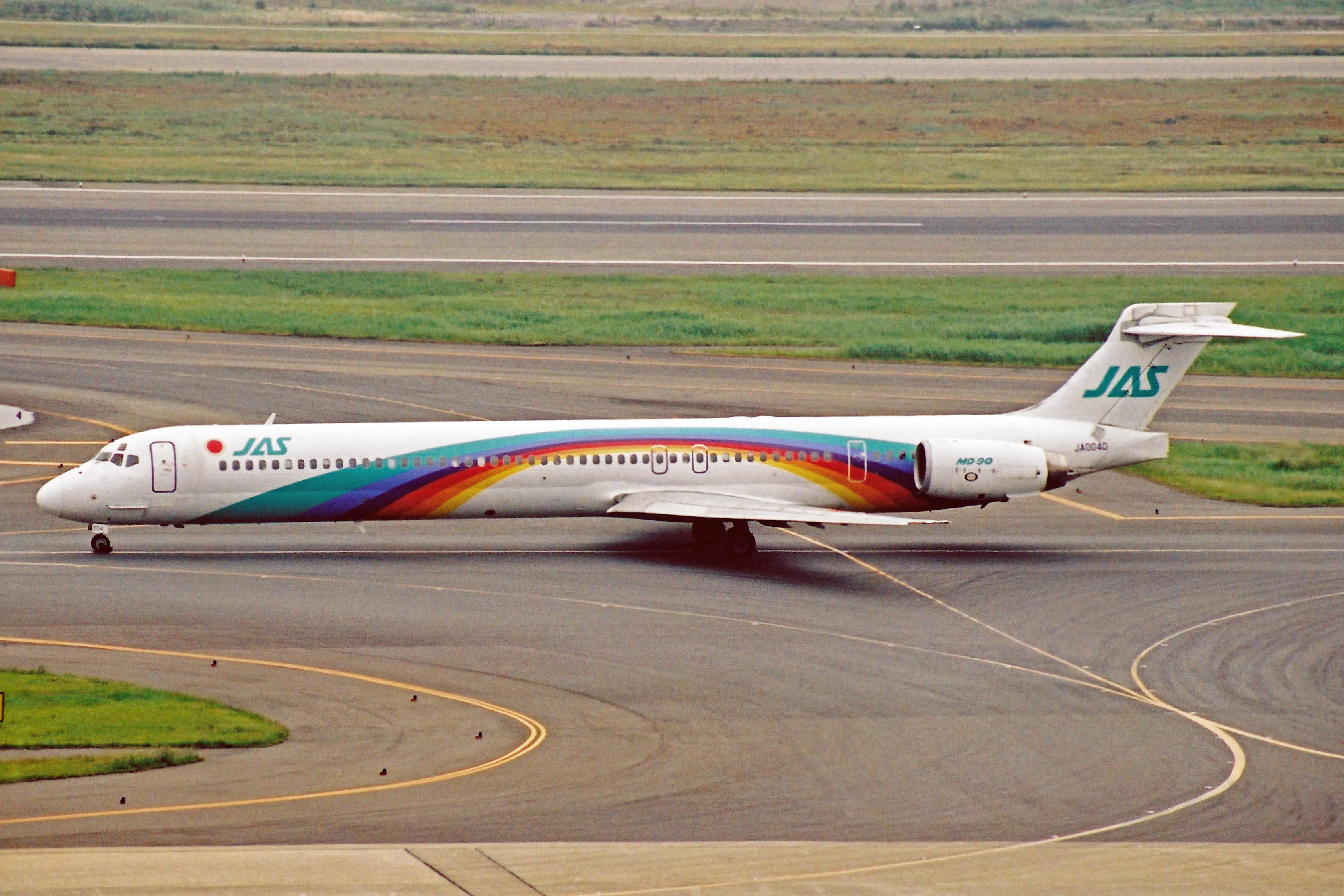
レインボーカラー7号機の塗装パターン。
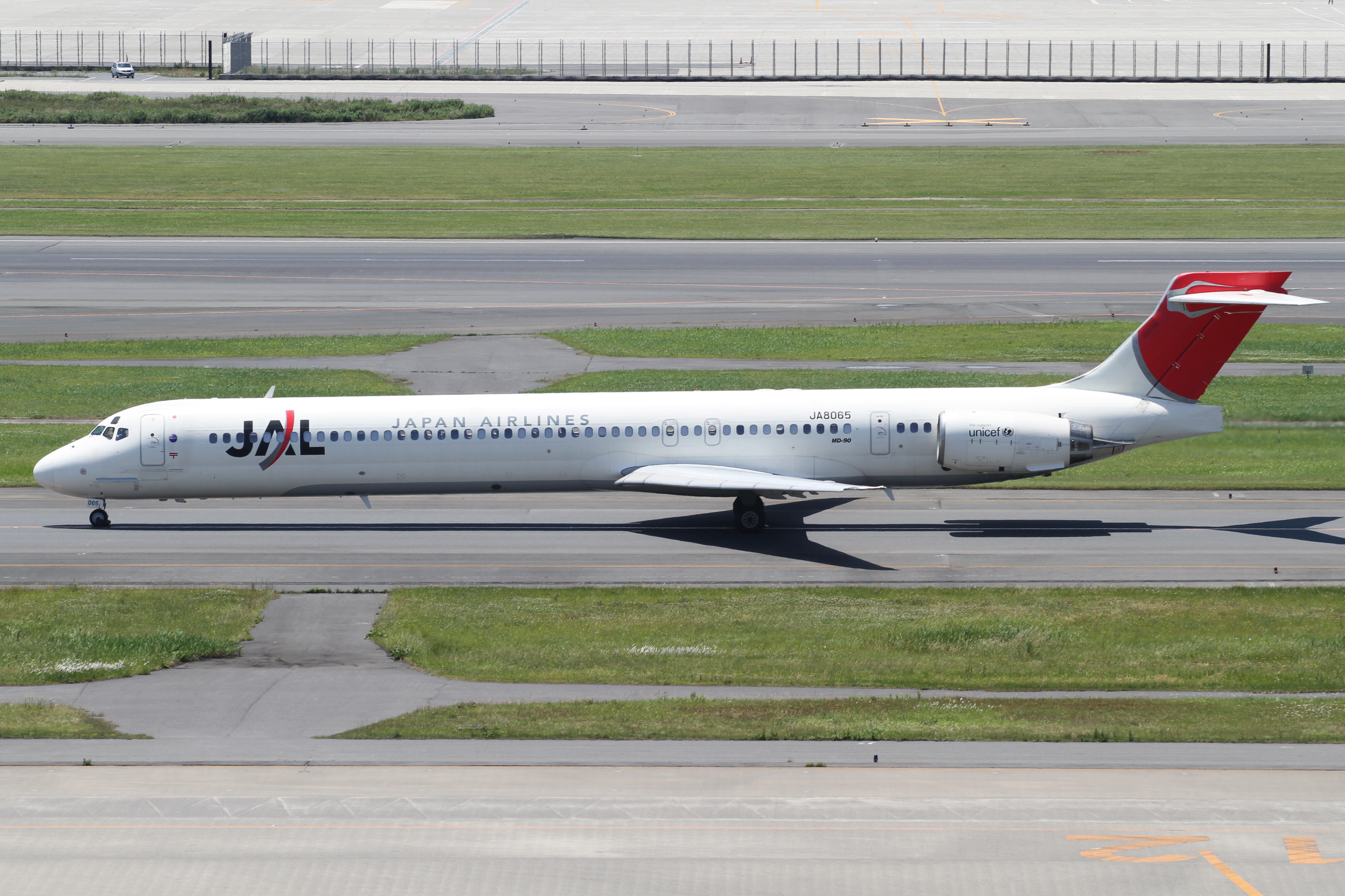
日本航空との統合後の「太陽のアーク」塗装。
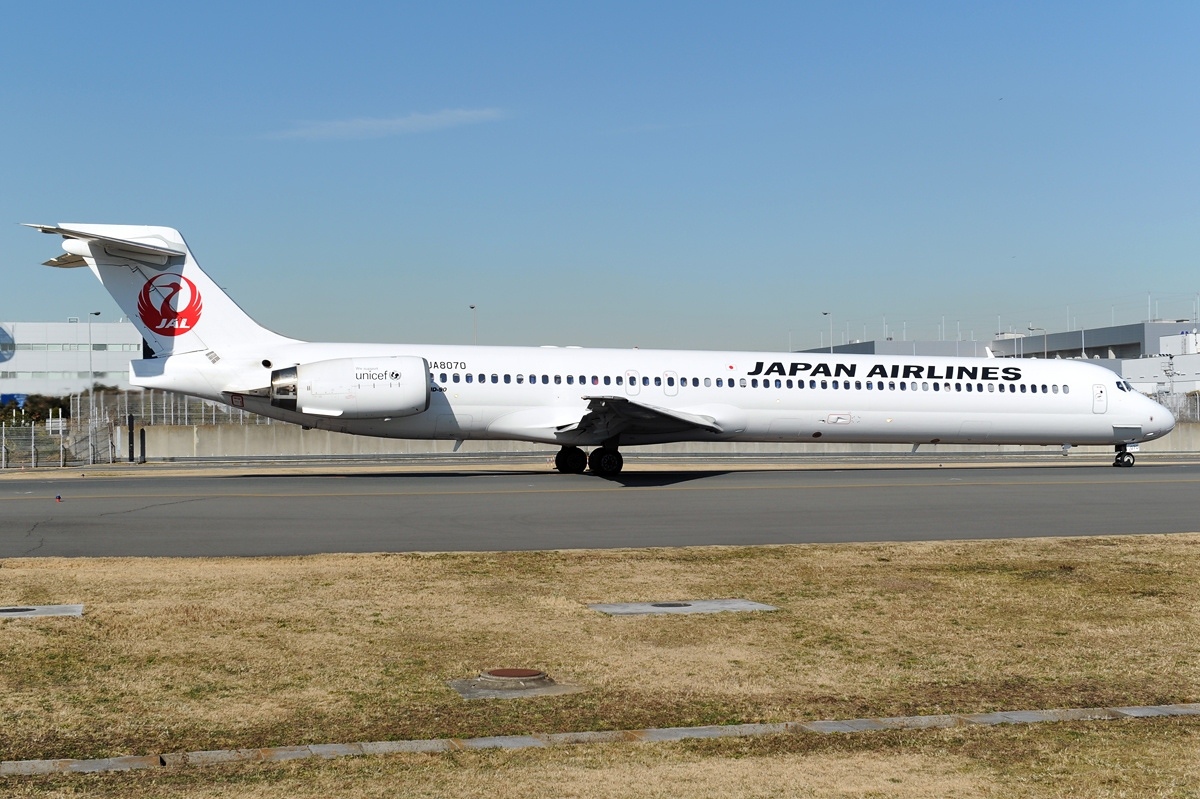
「鶴丸」塗装。

### 受注・納入数
MD-90は総計116機が生産・納入された。
| 年     | 合計 | 2000 | 1999 | 1998 | 1997 | 1996 | 1995 | 1994 | 1993 | 1992 | 1991 | 1990 |
| ------ | ---- | ---- | ---- | ---- | ---- | ---- | ---- | ---- | ---- | ---- | ---- | ---- |
| 受注数 | 116  | 0    | 0    | 4    | 3    | 17   | 39   | 0    | 0    | 26   | 0    | 27   |
| 納入数 | 116  | 5    | 13   | 34   | 26   | 25   | 13   | 0    | 0    | 0    | 0    | 0    |

## 主な事故・事件
2017年10月現在、MD-90に関する航空事故および事件は3件発生している。いずれの事故でも、機体損失となっており、その内の1件で乗客1名が死亡している。

死亡事故は、1999年8月24日に台湾の花蓮空港で発生した。ユニー航空（立栄航空）873便（MD-90-30）が着陸後に地上走行していたところ、座席上の手荷物入れで爆発が起き、火災が発生した。乗客乗員96名のうち1名が死亡、27名が負傷した。事故原因は、乗客が家庭用の漂白剤および柔軟剤の容器に入れたガソリンを機内へ持ち込み、漏れ出して揮発したガソリンが、同じく機内に持ち込まれたバイクのバッテリの火花で引火したためと推定されている。
2件目の機体損失事故は、2009年3月9日に発生した。インドネシアのスカルノ・ハッタ国際空港へ着陸したライオン・エア793便（MD-90-30）が滑走路をオーバーランした。乗員乗客172人が搭乗していたが死者はなかった。
3件目の機体損失事故は、2009年5月8日に発生した。サウジアラビアのリヤド国際空港へ着陸したサウジアラビア航空9061便（MD-90-30）が滑走路をオーバーランし、左主脚を破損した。火災は発生しなかったものの、機体は全損扱いとなった。

## 主要諸元
- 運航乗務員数: 2名[1]
- 標準座席数: 153（2クラス） - 172（1クラス）[48]
- 床下貨物室容積: 36.8 m3 / 33.3 m3 (ER型) [122]
- 全長: 46.50 m[1]
- 全幅: 32.87 m[1]
- 全高: 9.50 m[1]
- 主翼面積: 112.4 m2[59]
- 胴体幅: 3.34 m[123]
- 客室幅: 3.14 m[123]
- 客室長: 31.67 m[80]
- 最大無燃料重量 (MZFW): 58,967 kg / 59,874 kg (ER型) [122]
- 最大離陸重量 (MTOW): 70,760 kg / 76,204 kg (ER型) [122]
- 離陸滑走距離: 2,166 m[1]
- 巡航速度: マッハ0.76[1]
- 航続距離: 3,860 km[1]
- エンジン (×2): インターナショナル・エアロ・エンジンズ V2525-D5[1]
- 推力 (×2): 111.2 kN[1]

注：特に記載がないものはMD-90-30の数値。